# Pilea tridentata
Pilea tridentata es una especie de planta del género Pilea, perteneciente a la familia Urticaceae.

## Taxonomía
Pilea tridentata fue descrita por Ellsworth Paine Killip en 1925.

## Distribución
Se encuentra en el territorio de Guatemala, y también en el sureste y suroeste de México.